# Seiko Group
De Seiko Group (セイコー・グループ, Seikō Gurūpu) is een soort holding die bestaat uit drie bedrijven, dit zijn: Seiko Holdings (horloges), Seiko Instruments (technische toepassingen) en Seiko Epson (printers). Hoewel ze allen de naam Seiko dragen zijn de bedrijven volledig onafhankelijk van elkaar en worden ze ook als zodanig bestuurd.